# 哈姆萊特斯堡 (伊利諾伊州)
哈姆萊特斯堡（英語：Hamletsburg）是位於美國伊利諾伊州波普縣的一個非建制地區。該地的面積和人口皆未知。

## 地理
哈姆萊特斯堡的座標為37°14′30″N 88°43′20″W / 37.24167°N 88.72222°W，而該地的平均海拔高度為109米（即358英尺）。